# Арнолд II фон Боланд
Арнолд II фон Боланд/фон Хоуфалице (на немски: Arnold II von Bolland/von Houffalize; † между 25 януари 1370 и 28 октомври 1372) от фамилията фон Боланд/фон Хоуфалице в Южна Белгия е господар на Боланд, Щолценбург (в Люксембург) и Шато Тиери.

## Произход
Той е син на Арнолд I фон Боланд († сл. 1349) и съпругата му Рихардис фон Долендорф († 1353), дъщеря на Герлах II фон Долендорф († 1310) и графиня Рихардис Луф фон Клеве († сл. 1326), дъщеря на граф Дитрих Луф фон Клеве-Саарбрюкен († 1277) и Лаурета фон Саарбрюкен († 1270). Сестра му Агнес ван Боланд († 1412) е омъжена за Дитрих IV ван Петершем († 1415), бургграф на Борн.
- Дворец Боланд
- Замък Щолценбург
- Дворец Шато Тиери

## Фамилия
Арнолд II фон Боланд се жени ок. 1364 г. за Мария фон Лооц, даме де Шато-Тиери († сл. 12 май 1408), дъщеря на Жак де Лооц, сеньор де Шато-Тиери и де Балатон († ок. 1371/1373) и Кунигунда фон Берберг († сл. 1379). Те имат син и две дъщери:
- Рихардис/Рикарда фон Боланд († 1395/12 август 1399), омъжена пр. 14/24 декември 1377 г. за Йохан V фон Райфершайд († 26 октомври 1418)
- Кунигунда фон Боланд († ок. 1410/1411), омъжена пр. 10 януари 1396 г. за Фридрих IV фон Бранденбург († 19 февруари/14 юли 1405), господар в Боланд, Щолценбург, Бетцдорф
- Арнолд III де Хоуфалице († 3 април 1397), господар на Боланд-Щолценбург, женен пр. 3 август 1393 г. за Катарина фон Шлайден, фрау фон Щолценберг († 15 март 1435/26 май 1441); бездетен

Вдовицата му Мария фон Лооц се омъжва втори път сл. 1 ноември 1373 г. за Райнхард фон Райфершайд-Бедбур († 22 март 1388), син на Йохан IV фон Райфершайд († 1365/1385) и Мехтилд/Матилда фон Рандерат († сл. 1365/1377), и има с него дъщеря.